# Cueva de la Riera
La Cueva de la Riera está situada en la aldea de la Quintana, dentro de la parroquia de Posada de Llanes en el concejo asturiano de Llanes, en España.
La cueva está situada en una la vertiente sur de la montaña de La Llera, cercano al río Calabres y el mar Cantábrico.
La cueva fue descubierta por el conde de la Vega del Sella, Ricardo Duque de Estrada, en 1917 y fue excavada por él en 1917 - 18. Presenta restos prehistóricos de la época solutrense, magdaleniense, aziliense y Asturiense como restos de herramientas óseas
La cueva está situada dentro del complejo de cuevas denominado Cueto de la Llera presentando restos de pintura rupestre formados por unas manchas.
La cueva está cerrada al público, estando protegida bajo la denominación de Bien de Interés Cultural.